# Mario Velarde
Mario Velarde Vázquez (* 29. Februar 1940; † 19. August 1997) war ein mexikanischer Fußballspieler, der meistens im Mittelfeld agierte. Nach dem Ende seiner aktiven Laufbahn trainierte er seinen langjährigen Stammverein UNAM Pumas zwischen 1983 und 1987.

## Biografie

### Verein
Velarde begann seine Profikarriere 1960 in Diensten des Club Necaxa und wechselte 1965 zum Club Universidad Nacional. Weil er entweder „zu spät“ kam oder „zu früh“ ging, konnte er nie einen Titel gewinnen. Bevor er 1960/61 seine aktive Laufbahn bei Necaxa startete, gewann Necaxa in der Saison 1959/60 die Copa México. Denselben Titel gewann Necaxa in der ersten Saison (1965/66) nach seinem Wechsel zu den Pumas. Dort beendete er seine aktive Karriere in der Saison 1973/74; und prompt gewann der Universitätsverein in der folgenden Saison die Copa México.

### Nationalmannschaft
Sein Debüt in der mexikanischen Nationalmannschaft gab Velarde am 5. November 1969 in einem Spiel gegen Belgien (1:0), nachdem er bereits im mexikanischen WM-Aufgebot 1962 gestanden hatte, dort aber nicht zum Einsatz kam.
Auch bei der im eigenen Land ausgetragenen WM 1970 gehörte Velarde zum mexikanischen WM-Kader und kam sowohl im ersten als auch im letzten Spiel der Mexikaner zum Einsatz: im Eröffnungsspiel gegen die Sowjetunion (0:0) spielte er bis zur 67. Minute und im Viertelfinale gegen Italien (1:4) ersetzte er Javier Valdivia nach 60 Minuten.
Sein erstes Länderspieltor erzielte er bei seinem zweiten Einsatz am 11. November 1969 gegen Norwegen (4:0), bevor ihm am 13. Oktober 1971 gegen die Bermudas (ebenfalls 4:0) sein einziger „Doppelpack“ für „el Tri“ gelang. Sein letztes Länderspiel absolvierte er am 26. Januar 1972 beim 2:0-Sieg gegen Chile.